# HDD Olimpija Ljubljana
HDD Olimpija Ljubljana (celým názvem: Hokejsko drsalno društvo Olimpija Ljubljana) byl slovinský klub ledního hokeje, který sídlil v Lublani ve Středoslovinském regionu. Založen byl v roce 1929 pod názvem SK Ilirija Ljubljana. Svůj poslední název nesl od roku 2016. Největším rivalem klubu byl, až do jeho zániku v roce 2012, tým HK Acroni Jesenice. Klubové barvy byly zelená a bílá.
V letech 1936–1938 se stal tým vůbec prvním mistrem Jugoslávie v ledním hokeji. Tituly mu jsou připočteny i přes to, že v lize byl jediným přihlášeným týmem z vítězů regionálních soutěží. Celkově má tým na kontě třináct titulů mistra Jugoslávie, více titulů má už na kontě pouze HK Acroni. V roce 2007 se klub připojil do rakouské soutěže Erste Bank Eishockey Liga. Hned v první sezóně se dostal až do finále, po kterém získal titul vicemistra (nad síly klubu byl EC Red Bull Salzburg). Po tomto úspěchu už klub v soutěži nedosahoval podobných výkonů. I přes to, ale zároveň sbíral tituly ve slovinské lize. Slavný klub zaniká v roce 2017 po nesplnění ekonomických stanov rakouské soutěže. Zánikem Olimpije přišel slovinský hokej o další elitní klub (prvně zánik HK Jesenice). Nástupcem hokejové činnosti ve městě se stal bývalý farmářský tým HK Olimpija, který se s pomocí sponzora v podobě Slovinských železnic přihlásil do rakouské nižší soutěže Alps Hockey League.
Své domácí zápasy odehrával v hale Tivoli s kapacitou 4 500 diváků.

## Historické názvy
Zdroj:
- 1929 – ŠK Ilirija Ljubljana (Športni klub Ilirija Ljubljana)
- 1946 – HK Udarnik Ljubljana (Hokejski klub Udarnik Ljubljana)
- 1947 – HK Triglav Ljubljana (Hokejski klub Triglav Ljubljana)
- 1948 – HK Enotnost Ljubljana (Hokejski klub Enotnost Ljubljana)
- 1949 – HK Ljubljana (Hokejski klub Ljubljana)
- 1962 – HK Olimpija Ljubljana (Hokejski klub Olimpija Ljubljana)
- 1985 – HK Olimpija Kompas Ljubljana (Hokejski klub Olimpija Kompas Ljubljana)
- 1991 – HK Olimpija Hertz Ljubljana (Hokejski klub Olimpija Hertz Ljubljana)
- 2001 – HDD Olimpija Ljubljana (Hokejsko drsalno društvo Olimpija Ljubljana)
- 2008 – HDD Tilia Olimpija (Hokejsko drsalno društvo Tilia Olimpija)
- 2012 – HDD Telemach Olimpija (Hokejsko drsalno društvo Telemach Olimpija)
- 2016 – HDD Olimpija Ljubljana (Hokejsko drsalno društvo Olimpija Ljubljana)

## Získané trofeje

### Vyhrané domácí soutěže
- Jugoslávský mistr v ledním hokeji ( 13× )
  - 1936/37, 1937/38, 1938/39, 1939/40, 1940/41, 1971/72, 1973/74, 1974/75, 1975/76, 1978/79, 1979/80, 1982/83, 1983/84
- Slovinský mistr v ledním hokeji ( 15× )
  - 1994/95, 1995/96, 1996/97, 1997/98, 1998/99, 1999/00, 2000/01, 2001/02, 2002/03, 2003/04, 2006/07, 2011/12, 2012/13, 2013/14, 2015/16

### Vyhrané mezinárodní soutěže
- Interliga ( 2× )
  - 2000/01, 2001/02

## Přehled ligové účasti
Zdroj:
- 1936–1941: Jugoslávská liga ledního hokeje (1. ligová úroveň v Jugoslávii)
- 1946–1949: Jugoslávská liga ledního hokeje (1. ligová úroveň v Jugoslávii)
- 1950–1991: Jugoslávská liga ledního hokeje (1. ligová úroveň v Jugoslávii)
- 1991–2017: Slovenska hokejska liga (1. ligová úroveň ve Slovinsku)
- 1991–1992: Alpenliga (mezinárodní soutěž)
- 1995–1999: Alpenliga (mezinárodní soutěž)
- 1999–2007: Interliga (mezinárodní soutěž)
- 2007–2017: Erste Bank Eishockey Liga (1. ligová úroveň v Rakousku / mezinárodní soutěž)

## Účast v mezinárodních pohárech
Zdroj:
Legenda: SP – Spenglerův pohár, EHP – Evropský hokejový pohár, EHL – Evropská hokejová liga, SSix – Super six, IIHFSup – IIHF Superpohár, VC – Victoria Cup, HLMI – Hokejová liga mistrů IIHF, ET – European Trophy, HLM – Hokejová liga mistrů, KP – Kontinentální pohár
- EHP 1972/1973 – 3. kolo
- EHP 1974/1975 – 2. kolo
- EHP 1975/1976 – 2. kolo
- EHP 1976/1977 – 2. kolo
- EHP 1979/1980 – 3. kolo
- EHP 1980/1981 – 3. kolo
- EHP 1983/1984 – 1. kolo
- EHP 1984/1985 – 2. kolo
- EHP 1991/1992 – Semifinálová skupina D (3. místo)
- EHP 1995/1996 – Semifinálová skupina H (3. místo)
- EHP 1996/1997 – Semifinálová skupina F (2. místo)
- KP 1998/1999 – 2. kolo, sk. O (2. místo)
- KP 1999/2000 – 2. kolo, sk. O (2. místo)
- KP 2000/2001 – 1. kolo, sk. G (3. místo)
- KP 2001/2002 – 1. kolo, sk. G (2. místo)
- KP 2002/2003 – 2. kolo, sk. K (4. místo)
- KP 2003/2004 – 1. kolo, sk. H (4. místo)
- KP 2004/2005 – 1. kolo, sk. D (4. místo)
- KP 2011/2012 – 2. kolo, sk. C (4. místo)

## Bývalí hráči, kteří působili v NHL
| - Jan Muršak - John Smrke - Neil Sheehy - Steve Bozek - Brian MacLellan - Colin Patterson - Alain Côté - Kimbi Daniels - Ed Kastelic - Kraig Nienhuis | - David Haas - Bill McDougall - Len Hachborn - Jason Lafreniere - Kim Issel - Pat Murray - Yves Héroux - Lonnie Loach - Jean-Francois Quintin - Mike Tomlak | - Chris Corrinet - Manny Malhotra - Brian Willsie - Matt Pettinger - John Jakopin - Ryan Jardine - Greg Kuznik - Ralph Intranuovo - Brian Felsner - Todd Elik | - Frank Banham - Mike Morrison - Norm Maracle - Remi Royer - Steve Kelly - Matt Higgins - Travis Brigley - Burke Henry - Kari Haakana - Norm Maracle |

## Galerie

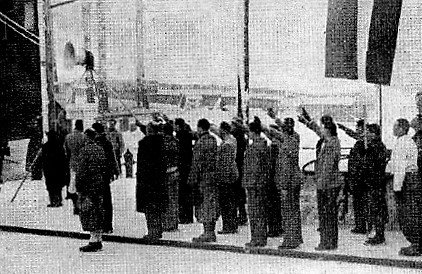
Hráči mužstva v roce 1941
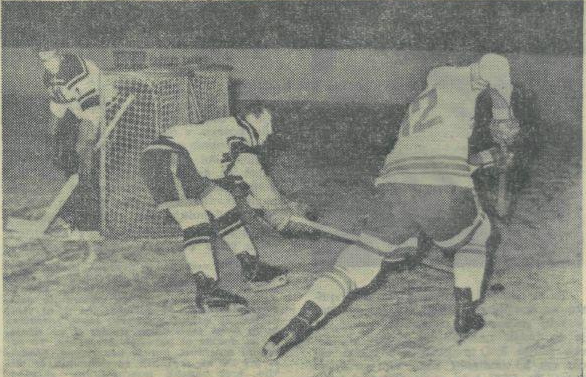
HK Olimpija v roce 1962
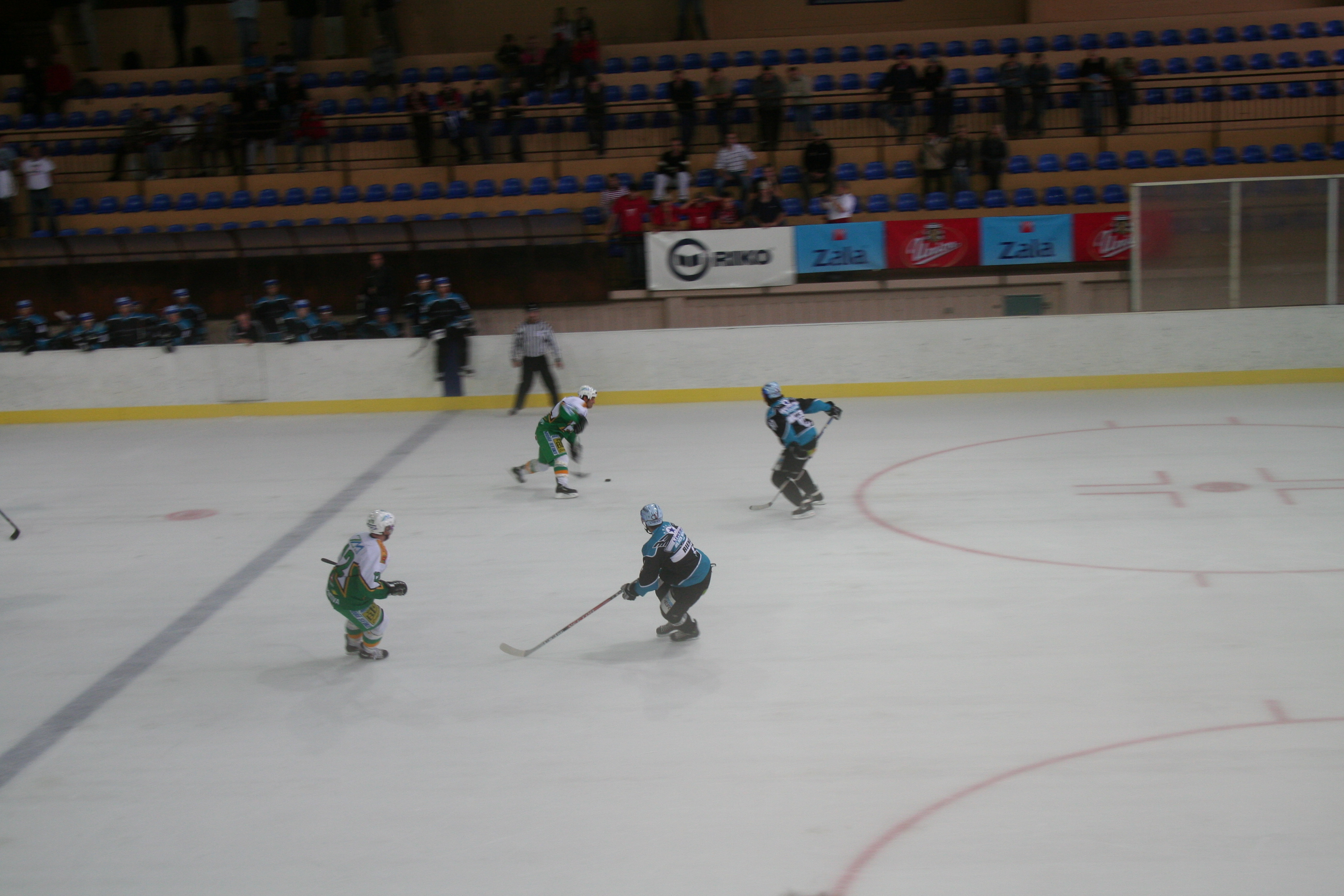
Přátelský zápas proti EHC Black Wings Linz v roce 2007
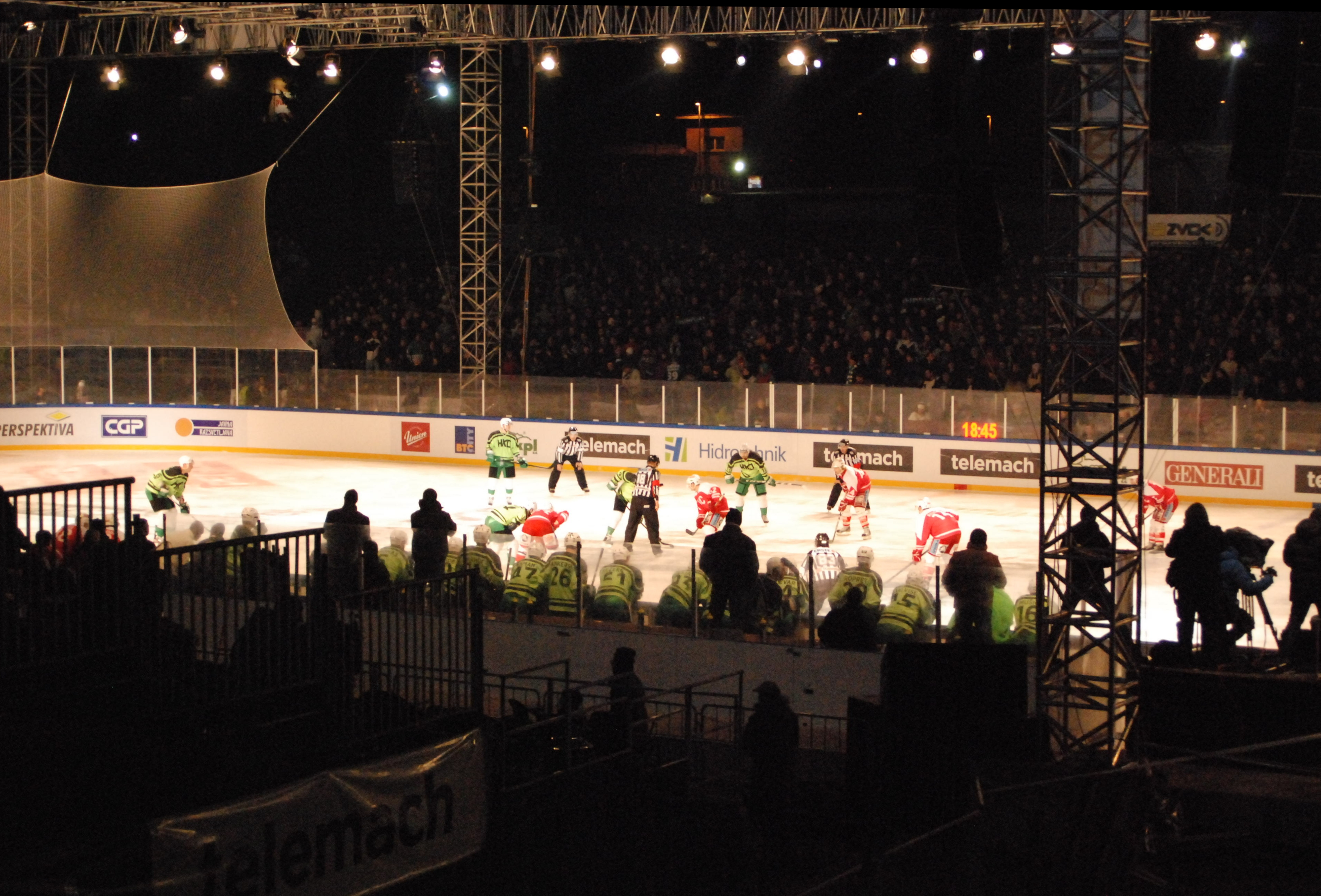
Soutěžní zápas proti EC KAC v roce 2013